# Autobianchi Primula
Autobianchi Primula — супермини, выпускавшийся компанией Autobianchi (подразделение Fiat Group) с 1964 по 1970 год. Primula является первым переднеприводным автомобилем ФИАТа с поперечно расположенным двигателем, а также реечным рулевым управлением. Автомобили производились на заводах в Дезио.

## История

### Концепт
До выпуска «Примулы» все легковые автомобили Fiat Group следовали традиционной компоновке — переднее (либо заднее) расположение двигателя и задний привод. С течением времени появилась концепция переднего привода, позволявшая сэкономить больше пространства в салоне автомобиля. Такими машинами были британские Mini и Austin/Morris 1100 производства BMC.
Под руководством главного конструктора компании Fiat Данте Джакоза (Dante Giacosa) был разработан собственный переднеприводной концепт, но дабы не повредить имиджу компании в случае неудачи, его было решено выпускать под маркой Autobianchi. Так родилась модель Primula.

### Кузов
Стиль кузовов подражали фастбэкам BMC и предлагались с двумя или четырьмя дверьми. Также было возможно установить люк в задней части, что превращало кузов в хетчбэк. Четыре получившиеся таким образом типа кузова назывались «Berlina». В 1965 году линейка была дополнена 2-дверным купе (фактически, 2-дверным фастбэком), разработанным Carrozzeria Touring.

### Двигатель и трансмиссия
Первоначально Primula оснащались двигателем Fiat 1100 D объёмом 1221 см³ (для купе мощность форсировалась до 65 л. с.), но в 1968 году он был заменён на мотор Fiat 124—1197 см³ (60, л. с., 45 кВт) для «Berlina» и 1438 см³ (70, л. с., 52 кВт) для купе. Все двигатели имели верхнее расположение клапанов (OHV).
Коробка передач — преимущественно механическая 4-ступенчатая. Primula оснащалась дисковыми тормозами на всех колёсах, что было редкостью в то время. Позднее конфигурация «Примулы» (поперечное расположение двигателя, трансмиссия позади двигателя и передний привод) заимствовалась более новыми моделями Fiat 127 и 128.

### Реакция
Primula получила положительную оценку на рынке и в 1965 году заняла второе место в номинации «Европейский автомобиль года», уступив переднеприводному Austin 1800. Успех побудил Fiat продолжить развитие концепции. В 1969 году появляется первая переднеприводная модель под маркой Fiat — 128, а также Autobianchi A112, имевшая меньший размер, нежели Primula и A111. В 1970 году Fiat 128 и Autobianchi A112 заняли первые и второе места соответственно в номинации «Автомобиль года». Выпуск Primula прекратился в 1970 году; всего выпущено 74,858 экземпляров.